# قائمة إصدارات الطوابع البريدية في أم القيوين (1964)
أدارت المملكة المتحدة العلاقات الخارجية لإمارات الساحل المتصالح نتيجة لمعاهدة «الاتفاقية الحصرية» لعام 1892، بما في ذلك إدارة البريد والبرق - حيث تكن هذه الإمارات منتمية للاتحاد البريدي العالمي. افتتحت حكومة الهند أول مكتب بريد في دبي في عام 1941. وفي عام 1948، وتولت إدارته وتشغيله الوكالات البريدية البريطانية في شرق شبه الجزيرة العربية، وهي شركة تابعة لمكتب البريد العام. كانت الطوابع في ذلك الوقت عبارة عن طوابع بريطانية مقابل رسوم إضافية بقيمة الروبية، حتى عام 1959، حيث أصدرت مجموعة من طوابع بريدية تحمل اسم «الإمارات المتصالحة» من دبي.
في عام 1963، تنازلت المملكة المتحدة عن مسؤوليتها عن الأنظمة البريدية في الإمارات المتصالحة إلى حكام الإمارات المتصالحة. لذا أصدرت إمارة أم القيوين أول طوابعها البريدية في سنة 1964.
الكثير من الطوابع التي أصدرت في إمارة أم القيوين تصنف ضمن طوابع الكثبان الرملية. طبعت هذه الطوابع بكثرة في الستينيات وأوائل السبعينيات من القرن الماضي، وتكاد تكون عديمة القيمة اليوم.
أبرم فينبار كيني وهو رجل أعمال أمريكي ومن هواة جمع الطوابع، قد وجد الفرصة لإنشاء عدد من الإصدارات من الطوابع التي تستهدف سوق جامعي الطوابع المربح. وفي عام 1964، وقد أبرم اتفاقات مع إمارات الخليج العربي لإصدار طوابع، ومن بينها إمارة أم القيوين. حملت هذه الطوابع مصورا ذات ألوان وأشكال صارخة وليس لها صلة فعلية بالإمارات.
كان بيع الطوابع البريدية لفترة قصيرة تجارة مربحة للإمارات، حيث كان لمعظم الإمارات القليل من مصادر الدخل، باستثناء إمارة أبو ظبي، التي توفر فيها إنتاج النفط منذ عام 1965. ومع ذلك، انخفضت الإيرادات التي تصل إلى 70 ألف جنيه إسترليني للإمارات الأفقر إلى 30 ألف جنيه إسترليني مع التشبع الحتمي للسوق. شكل بيع الطوابع بحلول عام 1966 المصدر الرئيسي لدخل الإمارات المتصالحة الشمالية.
أدى انتشارها في النهاية إلى تقليل قيمتها، ولهذا السبب، فإن العديد من الكتالوجات الشعبية اليوم لا تدرجها حتى.
اتهم فينبار كيني بالتورط في قضية رشوة في الولايات المتحدة بسبب تعاملاته مع حكومة جزر كوك. انتهت ترتيبات فينبار كيني عندما توحدت الإمارات العربية المتحدة في ديسمبر 1971.

## إصدارات عام 1964
هذه قائمة إصدارات الطوابع البريدية في إمارة أم القيوين، حيث أصدر تسع وعشرون طابعا وبطاقة تذكارية واحدة في أم القيوين عام 1964، احتوى 18 طابعا على صورة حاكم الإمارة في ذلك الوقت الشيخ أحمد بن راشد المعلا بالإضافة إلى 12 طابعا أصدرت بمناسبة الألعاب الأولمبية الصيفية 1964 التي أقيمت في العاصمة اليابانية طوكيو، وقد توفرت الطوابع بإصدار مخرم وإصدار غير مخرم:

### إصدار الشيخ أحمد بن راشد المعلا
وهو الإصدار الأول من الطوابع البريدية في إمارة أم القيوين، وكان يحمل صورة حاكم إمارة أم القيوين الشيخ أحمد بن راشد المعلا، واسمه الكامل هو الشيخ أحمد بن راشد بن أحمد بن عبد الله المعلا (1911 - 21 فبراير 1981) كان حاكم إمارة أم القيوين ومؤسس نهضتها الحديثة. ولد في إمارة أم القيوين بدولة الإمارات العربية المتحدة، وتولى حكم الإمارة سنة 1929م، وهو دون العشرين من عمره، حيث شهدت البلاد بعهده تطوراً كبيراً من الناحية الاجتماعية، والثقافية والعسكرية، فقد أنشأ المستشفيات الحديثة، والمدارس والجامعات، والهيئات الحكومية والبلدية والاجهزة الأمنية، والشرطة وخفر السواحل وشق الطرق العامة، والفرعية ومحطات توليد الطاقة، وتحلية المياه، كما تم بعهده إضمام إمارة أم القيوين للمجلس الأعلى لاتحاد الإمارات، والذي انعقد في إمارة دبي سنة 1968 م، وتمخض عنه قيام دولة الإمارات العربية المتحدة سنة 1971م، ومثله ولي عهده الشيخ راشد بن أحمد المعلا خلال التوقيع على تأسيس دولة الإمارات العربية المتحدة في 2 ديسمبر 1971م لتبدأ حركة التطوير الشامل لانشاء الدولة الحديثة. خلفه في الحكم ابنه الشيخ راشد بن أحمد المعلا.
| #  | تاريخ الإصدار  | الوصف | صورة الإصدار المخرم | صورة الإصدار غير المخرم | القيمة           | الأبعاد     |
| -- | -------------- | --- | ------------------- | ----------------------- | ---------------- | ----------- |
| 1  | 29 يونيو 1964  | طابع ملون يحمل صورة الشيخ أحمد بن راشد المعلا مع صورة غزالين من صنف غزال الريم (Gazella leptoceros).               |                     |                         | بيزة واحدة       | 35 * 22 ملم |
| 2  | 29 يونيو 1964  | طابع ملون يحمل صورة الشيخ أحمد بن راشد المعلا مع صورة الأفعى القرناء الصحراوية (Cerastes cerastes).                |                     |                         | بيزتان           | 35 * 22 ملم |
| 3  | 29 يونيو 1964  | طابع ملون يحمل صورة الشيخ أحمد بن راشد المعلا مع صورة الضبع العربي المخطط (Hyaena hyaena).                         |                     |                         | ثلاثة بيزات      | 35 * 22 ملم |
| 4  | 29 يونيو 1964  | طابع ملون يحمل صورة الشيخ أحمد بن راشد المعلا مع صورة سمكة الزناد المهرجة (أو الكبيرة) (Balistoides conspicillum). |                     |                         | أربعة بيزات      | 35 * 22 ملم |
| 5  | 29 يونيو 1964  | طابع ملون يحمل صورة الشيخ أحمد بن راشد المعلا مع صورة سمكة التنين الحمراء (Pterois volitans).                      |                     |                         | خمسة بيزات       | 35 * 22 ملم |
| 6  | 29 يونيو 1964  | طابع ملون يحمل صورة الشيخ أحمد بن راشد المعلا مع صورة سمكة الأصبع (Monodactylus argenteus).                        |                     |                         | عشرة بيزات       | 35 * 22 ملم |
| 7  | 29 يونيو 1964  | طابع ملون يحمل صورة الشيخ أحمد بن راشد المعلا مع صورة منزله في فلج المعلا.                                         |                     |                         | خمس عشرة بيزة    | 35 * 22 ملم |
| 8  | 29 يونيو 1964  | طابع ملون يحمل صورة الشيخ أحمد بن راشد المعلا مع صورة قصره في فلج المعلا.                                          |                     |                         | عشرون بيزة       | 35 * 22 ملم |
| 9  | 29 يونيو 1964  | طابع ملون يحمل صورة الشيخ أحمد بن راشد المعلا مع صورة آثار.                                                        |                     |                         | ثلاثون بيزة      | 35 * 22 ملم |
| 10 | 05 سبتمبر 1964 | طابع ملون يحمل صورة الشيخ أحمد بن راشد المعلا مع صورة غزالين من صنف غزال الريم (Gazella leptoceros).               |                     |                         | أربعون بيزة      | 42 * 26 ملم |
| 11 | 05 سبتمبر 1964 | طابع ملون يحمل صورة الشيخ أحمد بن راشد المعلا مع صورة الأفعى القرناء الصحراوية (Cerastes cerastes).                |                     |                         | خمسون بيزة       | 42 * 26 ملم |
| 12 | 05 سبتمبر 1964 | طابع ملون يحمل صورة الشيخ أحمد بن راشد المعلا مع صورة الضبع العربي المخطط (Hyaena hyaena).                         |                     |                         | سبعون بيزة       | 42 * 26 ملم |
| 13 | 05 سبتمبر 1964 | طابع ملون يحمل صورة الشيخ أحمد بن راشد المعلا مع صورة سمكة الزناد المهرجة (أو الكبيرة) (Balistoides conspicillum). |                     |                         | روبية واحدة      | 42 * 26 ملم |
| 14 | 25 نوفمبر 1964 | طابع ملون يحمل صورة الشيخ أحمد بن راشد المعلا مع صورة سمكة التنين الحمراء (Pterois volitans).                      |                     |                         | روبية واحدة ونصف | 52 * 31 ملم |
| 15 | 25 نوفمبر 1964 | طابع ملون يحمل صورة الشيخ أحمد بن راشد المعلا مع صورة سمكة الأصبع (Monodactylus argenteus).                        |                     |                         | روبيتان          | 52 * 31 ملم |
| 16 | 05 سبتمبر 1964 | طابع ملون يحمل صورة الشيخ أحمد بن راشد المعلا مع صورة منزله في فلج المعلا.                                         |                     |                         | خمسة روبيات      | 52 * 33 ملم |
| 17 | 25 نوفمبر 1964 | طابع ملون يحمل صورة الشيخ أحمد بن راشد المعلا مع صورة قصره في فلج المعلا.                                          |                     |                         | عشرة روبيات      | 52 * 31 ملم |
| 18 | 25 نوفمبر 1964 | طابع ملون يحمل صورة الشيخ أحمد بن راشد المعلا مع صورة آثار.                                                        |                     |                         | خمسة روبيات      | 52 * 31 ملم |

### إصدار الألعاب الأولمبية الصيفية 1964
أصدرت هذه المجموعة احتفاء ببطولة الألعاب الأولمبية الصيفية في طوكيو عاصمة اليابان عام 1964، وكانت أول مرة تقام دورة الألعاب الأولمبية في قارة آسيا عبر طوكيو التي شهدت الفصل المثير من العرض للألعاب خلال الفترة من 10 حتى 24 أكتوبر 1964 بمشاركة 5140 لاعبا ولاعبة (683 لاعبة) من 94 دولة تنافسوا في 163 لعبة ضمن 19 رياضة. وطردت جنوب إفريقيا لسياستها في التمييز العنصري، ودخلت رياضتا الجودو والكرة الطائرة لأول مرة بالبرنامج الأولمبي. وقد اليابان أنفقت ثلاثة مليارات دولار لتجديد طوكيو التي دمرتها الحرب العالمية الثانية، وحمل الشعلة الأولمبية نحو الوعاء الكبير يوشينوري ساكاي (19 عاما) الذي ولد يوم إلقاء القنبلة الذرية على هيروشيما.
| #  | تاريخ الإصدار  | الوصف                                                       | صورة الإصدار المخرم | صورة الإصدار غير المخرم | القيمة       | الأبعاد               |
| -- | -------------- | ----------------------------------------------------------- | ------------------- | ----------------------- | ------------ | --------------------- |
| 19 | 25 نوفمبر 1964 | طابع يظهر فيه تمثال رامي القرص لمايرون مع صورة جزء من ملعب. |                     |                         | خمسون بيزة   | 52 * 31 ملم           |
| 20 | 31 أكتوبر 1964 | طابع تظهر فيه صورة ملعب رياضي في طوكيو                      |                     |                         | روبية واحدة  | 52 * 31 ملم غير معروف |
| 21 | 31 أكتوبر 1964 | طابع تظهر فيه صورة قاعة السباحة في طوكيو                    |                     |                         | روبية ونصف   | 42 * 26 ملم           |
| 22 | 05 سبتمبر 1964 | طابع تظهر فيه صورة ملعب رياضي في طوكيو                      |                     |                         | روبيتان      | 42 * 26 ملم           |
| 23 | 25 نوفمبر 1964 | طابع تظهر فيه صورة صالة كومازاوا للألعاب الرياضية           |                     |                         | ثلاثة روبيات | 52 * 31 ملم           |
| 24 | 25 نوفمبر 1964 | طابع تظهر فيه صورة مدخل ملعب رياضي في طوكيو                 |                     |                         | أربعة روبيات | 52 * 31 ملم           |
| 25 | 31 أكتوبر 1964 | طابع يظهر فيه تمثال رامي القرص لمايرون مع صورة جزء من ملعب. |                     |                         | خمسة روبيات  | 52 * 33 ملم           |
| 26 | 25 نوفمبر 1964 | طابع تظهر فيه صورة ملعب رياضي في طوكيو                      |                     |                         | روبيتان      | غير معروف             |
| 27 | 25 نوفمبر 1964 | طابع تظهر فيه صورة صالة كومازاوا للألعاب الرياضية           |                     |                         | ثلاثة روبيات | غير معروف             |
| 28 | 25 نوفمبر 1964 | طابع تظهر فيه صورة مدخل ملعب رياضي في طوكيو                 |                     |                         | أربعة روبيات | غير معروف             |
| 29 | 25 نوفمبر 1964 | طابع يظهر فيه تمثال رامي القرص لمايرون مع صورة جزء من ملعب. |                     |                         | خمسة روبيات  | غير معروف             |

وأصدرت بطاقة تذكارية واحدة تحتوي على 4 طوابع متوفرة بإصدار مخرم وإصدار غير مخرم:

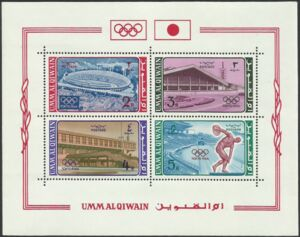
بطاقة تذكارية تحتوي على 4 طوابع بقيمة 14 روبية
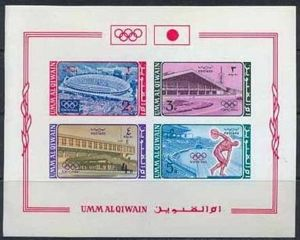
صورة أخرى لبطاقة تذكارية تحتوي على 4 طوابع بقيمة 14 روبية